# Thomas Hobbes
Thomas Hobbes, angleški filozof, * 5. april 1588, Malmesbury, Wiltshire, Anglija † 4. december 1679, Derbyshire, Anglija.
Danes je bržkone najbolj znan po obsežnem in izjemno vplivnem delu Leviathan izdanem leta 1651, v katerem je konceptualiziral naravno stanje ter družbeno pogodbo in posledično začrtal smernice za živo debato v politični filozofiji v prihajajočih stoletjih. Po skoraj štiristotih letih je delo še vedno izjemno aktualno in predstavlja neumoren vir številnih akademskih razprav.
Ukvarjal se je tudi z etiko, matematiko, geometrijo, splošno filozofijo, politično znanostjo, teologijo, z debato o človeški naravi pa je pomembno vplival tudi na filozofsko antropologijo.

## Leviathan
Dobrih tristo petdeset let je od izida knjige Leviathan, vendar ji še danes uspeva redno burkati polemike v strokovnih krogih. V njej je Hobbes predstavil družbo kot konfliktno razdeljeno, s čimer je utemeljeval absolutistično oblast. Velja za prvega, ki je sistematično predstavil idejo družbene pogodbe in naravnega stanja (pred njim so se s političnim kontraktualizmom ukvarjali že francoski kalvinisti ter hugenoti, najbolj podrobno Francisco Suárez (1548-1617). 

### Vpliv in odzivi
Ob izidu je knjiga razvnemala strasti predvsem zato, ker je izpadla kot vulgarizacija na trenutke že tako dovolj radikalne misli (Skinner 2002, 12). V dvajsetem stoletju so bile vsaj štiri važnejše interpretacije iz kakšnih izhodišč je Hobbes dejansko izhajal (Arnhart 1987, 187-188). Danes pa potekajo debate predvsem na nivoju (re)interpretiranja svobode (Kramer 2001, 204).
Ko je leta 1651 knjiga izšla, ni ugajala nikomur. Zavračali so jo Hobbesovi prijatelji in ostali angleški prebežniki, ki so tako kot avtor pobegnili v Pariz. Še manj pa je bila všeč Cerkvi (in posledično francoski vladi), saj je njen trdi racionalizem in ateizem bil ostro naperjen proti krščanstvu. (Russell 2002, 545-547)

### Povod za pisanje
Hobbes je v času svojega življenja videl Anglijo konfliktno razdeljeno na libertarce in avtoritarce. Delitev na tiste, ki so se zavzemali za osredotočenje moči v monarhiji in na tiste, ki so se v prvi vrsti zavzemali za osebno svobodo. V letu 1642 je v Angliji izbruhnila manjša državljanska vojna, ki je bila rezultat političnega spora med kraljem in parlamentom. Leta 1649 je bil kralj Charles I usmrčen in oblast je prevzel parlament s pomočjo Cromwellove vojske. Vojaška diktatura pa je ljudstvu povzročila mnogo trpljenja in kaj kmalu je bil monarhični red ponovno vzpostavljen, kralj pa je postal Charles II. (Arnhart 1987, 186-187)
Prav to vrenje med dvema različnima strujama naj bi po mnenju marsikaterega teoretika vzpodbudilo Hobbesa, da je napisal Leviathana. Vodilo naj bi ga predvsem iskanje prave, srednje poti med dvema ekstremoma. (Arnhart 1987, 187)
Med razlogi komentatorji njegovih del navajajo tudi legitimacijo monarhične oblasti nasproti cerkveni. Hotel naj bi se znebiti vpliva duhovščine, kjer pa so pomemno vlogo igrali tudi Westfalski kongresi.
Obsežno knjigo je tako napisal v le 18 mesecih, namenjena pa naj bi bila v prvi vrsti angleškemu občinstvu. (Skinner 2002, 18-20)

### Naravno stanje in narava človeka
Hobbes je poznan po dveh reklih, ki tudi dobro povzemata naravno stanje:
- "Homo homini lupus" (Človek človeku volk); in pa
- "Bellum omnium contra omnes" (Vojna vseh proti vsem).

Hobbes je predpostavljal, da je v t. i. naravnem stanju - to je stanju, ko še ni bilo družbe - vladala zmeda, strah pred smrtjo ter boj za lastno preživetje. Znan je tako tudi njegov stavek s petimi nadlogami, ki bi človeka čakale v naravnem stanju: življenje naj bi bilo po njegovem "osamljeno, revno, odurno, surovo in kratko".
Vse, kar ljudje uporabijo, uporabijo le zato, ker hočejo ohraniti lastno življenje. Po njegovem mnenju so namreč ljudje egoistični in sebični, iščejo vedno intenzivnejšo naslado ter močan položaj, s katerega hočejo zavarovati svoje cilje. Ko človek išče ohranitev lastnega življenja, kar je njegov glavni nagon, kaj kmalu spozna, da je osamljen, ker ne more zaupati nikomur, vendar ni sam, saj z drugimi ljudmi tekmuje za omejene življenjske vire. Slej ko prej po mnenju Hobbesa tako pride do konfliktov. (Arnhart 1987, 189-191) 
V naravnem stanju so sicer možni pakti med ljudmi, možno je, da živijo skupaj in sodelujejo. Vendar brez višje avtoritete se vse skupaj takoj sesuje v prah, ko pride do sporov (Malcolm 2005). In slej ko prej do njih pride, kajti v naravi človeka naj bi bilo - poleg tega, da obdrži lastno neodvisnost in svobodo - tudi, da si pridobi gospostvo nad drugimi. Obe težnji pa naj bi po Hobbesu vodil nagon po samoohranitvi. (Russell 2002, 549)
Konfliktnost ljudi Hobbes utemeljuje z njihovo racionalnostjo. Le-ta naj bi bila tudi glaven razlog, da niso že po naravi družbena bitja. Razum in govor (slednji igra pri Hobbesu pomembno vlogo) omogočata ljudem, da se med seboj ne strinjajo glede tega, kaj je dobro za njih, saj se raje grebejo za lastne interese, kot pa da bi skrbeli za dobrobit celotne skupnosti. To prej kot harmonijo med njimi povzroča resne konflikte. (Arnhart, prav tam)

### Družbena pogodba
Posamezniki kmalu odkrijejo, da je življenje v takšnem naravnem stanju vodi v slepo ulico, zato se odločijo, da bodo postavili zakone in pravila. S tem bodo končno lahko zaživeli v miru, če pa bi kdo mogoče prekršil predpisana pravila, se lahko proti njim branijo z vsemi sredstvi. Hobbes pravi, da so bili ti zakoni skrčeni v lahek povzetek, ki je bil razumljiv tudi najrevnejši sposobnosti: ˝Ne stori drugemu, česar ne bi storil sebi.˝
Edini način, da bi ljudje zaupali zakonu in drug drugemu je, da zastavijo svojo pravico do vseh stvari in jo predajo na močno avtoriteto, ki jih lahko prisili, da se bodo držali svojih obljub in dogovorov.
Družbena pogodba podeljuje Suverenu, ki je lahko ena oseba ali pa zbor,  absolutno moč. »Sporazumi brez meča niso nič drugega kot besede«, je zapisal Hobbes. V nasprotju z Lockom in Rousseaujem pogodba ni sklenjena med vladanimi in vladarjem, ampak jo ustvarijo sami državljani, ki se strinjajo, da se bodo pokoravali Suverenu, ki ga bodo izbrali skupaj. S tem, ko ga izberejo, je njihova politična volja praktično končana. 
Na tej točki obstaja več interpretacij Hobbsovega pisanja: 
- Prva pravi, da imajo vladani pravico odstraniti Suverena, če se sam ne drži pravil, ki jih predhodno postavi za ljudstvo.
- Druga interpretacija pa ljudstvu ne daje niti te pravice. Ni možnosti vstaje, kajti Suveren ni vezan s pogodbo, kot so po drugi strani ljudje. (Russell 2002, 548-552) Volja vladarja je po tej interpretaciji vedno legitimna in ljudje sploh nimajo pravice odločati o njeni pravilnosti. Potemtakem tudi ne obstaja razlika med vladarjem in tiranom.

### Oblast in nasilje
Dejansko je Hobbes močno zavračal nepotrebno nasilje in zasmehoval monarhe, ki so »bojevali vojno zaradi vojne same, to se pravi, zaradi slave.« (Malcolm 2005, 124) V interesu Suverena naj bi bili srečni ljudje, kajti vladanje s silo jih kljub vsemu lahko odplakne s kakšno vstajo. To naj bi pokazala kar angleška državljanska vojna, ki smo jo omenili že na začetku. (Arnhart 1987, 195). 
Prav tako pa bo imel od bogastva ljudi, obojestranskega spoštovanja zakonov, itd. največ prav On. Vse to bi tako moralo biti tudi v njegovem (egoističnem!) interesu (Russell 2005, 551). Glavno vodilo ljudi (»The first and most fundamental law of nature«), zaradi česar se ljudje tudi odpovedo večini svojih pravic, bi po Hobbsovem zmeraj moralo biti iskanje miru, če ga le zmorejo najti. Šele v nasprotnem primeru se lahko zatečejo k vojni. (Arnhart 1987, 194-195)

## Pomembnejša dela
- Elementi naravnega in političnega prava (The Elements of Law, Natural and Politic), 1640
- De Cive, 1642
- Leviatan (Leviathan), 1651
- Behemot, ali Dolgi parlament (Behemoth, or The Long Parliament), 1668/1681